# Metreletus omelkoi
Metreletus omelkoi is een haft uit de familie Ameletidae. De wetenschappelijke naam van de soort is voor het eerst geldig gepubliceerd in 2012 door Tiunova.
De soort komt voor in het Palearctisch gebied.